# Jackson Haines
Jackson Haines (1840-1875) fue un bailarín de ballet americano y patinador artístico sobre hielo. Es considerado como el padre del patinaje artístico moderno.

## Carrera
Haines nació en Nueva York. A mediados del siglo XIX, el patinaje artístico se realizaba con una postura rígida y formal, lo que se conocía como el «estilo inglés». Haines incorporó elementos del ballet en sus programas de patinaje, que realizaba con música de acompañamiento (un nuevo concepto en ese momento). También popularizó innovaciones técnicas, como atornillar las cuchillas de patinaje directamente a las botas en vez de atarlas, lo que le proporcionaba estabilidad y le permitía incorporar saltos acrobáticos. Se le atribuye la invención de la pirueta sentada, uno de los elementos básicos de patinaje sobre hielo.
El estilo de Haines no fue bien recibido en los Estados Unidos. En cambio, en Europa, donde residió durante un tiempo, se hizo muy popular y recibió el nombre de «estilo internacional». Finalmente su escuela de parinaje triunfó también en Estados Unidos, aunque no antes de su muerte. Los primeros campeonatos estadounidenses de patinaje artístico en el «estilo internacional» se celebraron el 20 de marzo de 1914 en New Haven, Connecticut.
Haines murió de tuberculosis y neumonía en Gamlakarleby (hoy en finés : Kokkola , en sueco : Karleby ), Finlandia en 1875. Fue incluido en el Salón de la Fama del Patinaje Artístico Mundial y en el Salón de la Fama del Patinaje Artístico de los Estados Unidos en 1976.
- Datos: Q1523500
- Multimedia: Jackson Haines / Q1523500